# Poetyzm (element językowy)
Poetyzm – element językowy będący sygnałem poetyckiego charakteru danego tekstu. Poetyzmy to środki specyficzne pod względem ekspresywności i ekskluzywności; wyróżniają się właściwościami dźwiękowymi lub słowotwórczymi. Ich stosowanie zmienia się zarówno na przestrzeni wieków, jak i w zależności od autora. Charakteryzują się utrwaloną wartością stylistyczną, odczuwaną również poza ramami tekstu. Często przyjmują postać neologizmów, tj. innowacji leksykalnych.
Przeciwieństwem poetyzmów są prozaizmy.